# 고야스역
고야스역(일본어: 子安駅、こやすえき 영어: Koyasu Station)은 일본 가나가와현 요코하마시 가나가와구에 있는 철도역이다.

## 역 구조
섬식 승강장 2면 4선의 지상역. 역사와 승강장은 지하통로에서 연결된다. 2007년에 엘리베이터가 설치되었다. 엘리베이터와 역사는 지하통로가 아니고, 새롭게 설치된 과선교로 연결된다.
보통열차는 당역에서 우등열차를 대피한다. 일중의 상행 보통열차의 경우, 쾌특·에어포트 급행과 우등열차를 2개의 통과대기를 실시하기 위해, 5분 전후로 정차한다. 에어포트 급행은 전역인 가나가와신마치 역에서 쾌특의 통과대기를 한 후, 당역에서 보통열차를 앞지른다. 당역 ~ 가나가와신마치 간은, 상행선만 복선의 복단선 구간이다. 러시아 워에는 보통열차와 쾌특 또는 특급이 보통 통과하기도 한다.
| 1·2 | ■ 본선 | 요코하마·미우라카이간 방면       |
| 3·4 | ■ 본선 | 하네다 공항 방면 / 시나가와 방면 |

이전에는 특급 정차역에서 만났지만, 가나가와신마치에 차량 검사구가 설치되었을 때 급행정차역으로 격하되어 게이큐 가마타 이남의 급행 폐지 이후는, 보통열차가 정차한다. 그리고 2010년 5월 16일 시간표 개정으로부터 에어포트 급행이 신설되었지만, 당역을 통과한다.

## 역세권 정보
역전으로부터 동일본 여객철도 요코하마 선 오구치역까지 오구치 1번가·오구치도리 상가가 이어진다. 또, 당역의 옆에서 요코하마 선은 게이힌 도호쿠 선·도카이도 본선·요코스카 선의 선로와 교차한다.
- 국도 제15호선
- 마쓰다 요코하마 연구소
- 요코하마 지방법무국

## 역사
- 1905년 12월 24일: 영업 개시.
- 1952년 3월: 2면 4선의 역 구조로 되어 대피설비의 사용 개시.
- 1965년 2월 21일: 특급의 정차역을 인접역인 가나가와신마치 역으로 변경. 특급열차가 통과하게 됨.
- 1999년 7월 31일: 시간표 개정에 의한 게이큐 가마타 이남의 급행을 폐지, 보통열차의 주 정차역이 됨.

## 사진

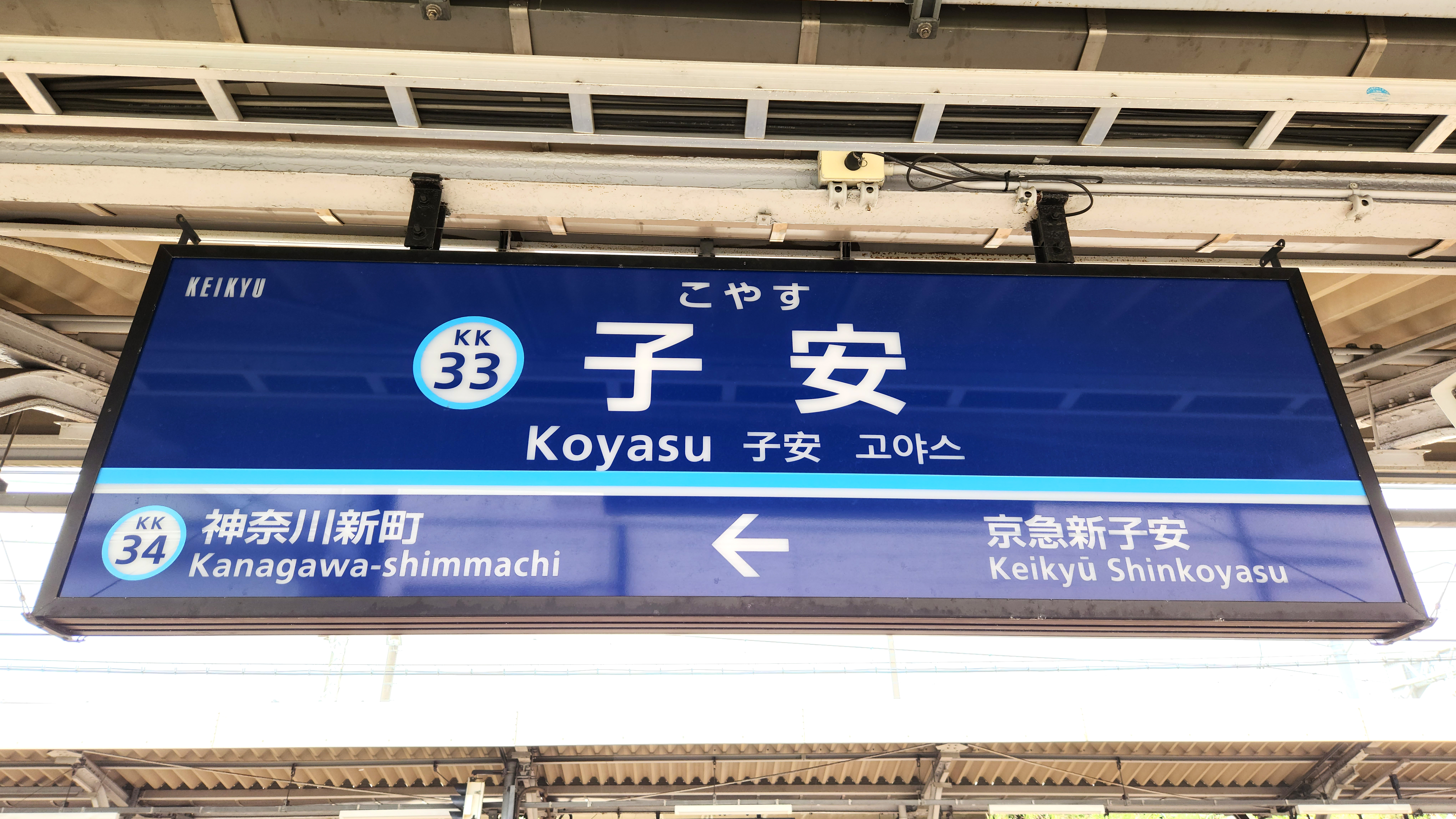
역명판(2023년 7월 8일)

## 인접역
| 게이힌 급행 전철 ■ 본선            | 게이힌 급행 전철 ■ 본선 | 게이힌 급행 전철 ■ 본선         |
| ---------------------------------- | ----------------------- | ------------------------------- |
| KK32 게이큐 신코야스 시나가와 방면 | ■ 보통                  | 가나가와신마치 KK34 우라가 방면 |